# Rubinarcú nektármadár
A rubinarcú nektármadár (Chalcoparia singalensis) a madarak (Aves) osztályának a verébalakúak (Passeriformes) rendjébe, ezen belül a nektármadárfélék (Nectariniidae) családjába tartozó Chalcoparia nem egyetlen faja.

## Rendszerezése
A fajt Johann Friedrich Gmelin német természettudós írta le 1788-ban, a Motacilla nembe Motacilla singalensis néven. Sorolták az Anthreptes nembe Anthreptes singalensis néven is.

## Alfajai
- Chalcoparia singalensis assamensis (Kloss, 1930) - India északkeleti része, Nepál, Bhután, Banglades, észak-Mianmar, észak-Thaiföld és Kína délnyugati része
- Chalcoparia singalensis koratensis (Kloss, 1918) - Thaiföld keleti része, Laosz, Kambodzsa és Vietnám
- Chalcoparia singalensis internota (Deignan, 1955) - a Maláj-félsziget északi része
- Chalcoparia singalensis interposita (Robinson & Kloss, 1921) - a Maláj-félsziget középső része
- Chalcoparia singalensis singalensis (Gmelin, 1789) - a Maláj-félsziget déli része
- Chalcoparia singalensis sumatrana (Kloss, 1921) - Szumátra középső és keleti része
- Chalcoparia singalensis panopsia Oberholser, 1912 - Szumátra nyugati része
- Chalcoparia singalensis pallida (Chasen, 1935) - Natuna sziget (Borneó északnyugati partvidéke mentén)
- Chalcoparia singalensis borneana (Kloss, 1921) - Borneó
- Chalcoparia singalensis bantenensis (Hoogerwerf, 1967) - Jáva nyugati része
- Chalcoparia singalensis phoenicotis (Temminck, 1822) - Jáva középső és keleti része  [2]

## Előfordulása
Banglades, Bhután, Brunei, Kambodzsa, Kína, India, Indonézia, Laosz, Malajzia, Mianmar, Nepál, Thaiföld és Vietnám területén honos. 
Természetes élőhelyei a szubtrópusi és trópusi síkvidéki és hegyi esőerdők, mangroveerdők, bokrosok, folyók és patakok környéke, valamint ültetvények és vidéki kertek. Állandó, nem vonuló faj.

## Megjelenése
Testhossza 11 centiméter, testtömege 8-9 gramm.
|  |  |

## Természetvédelmi helyzete
Az elterjedési területe rendkívül nagy, egyedszáma pedig stabil. A Természetvédelmi Világszövetség Vörös listáján nem fenyegetett fajként szerepel.